# 仲里周磨
仲里 周磨（なかざと しゅうま、1996年9月24日 -)は、日本のプロボクサー。第64代日本ライト級王者。ボクシングクラブ・オキナワ所属。沖縄県宜野湾市出身。

## 人物
父は元OPBF東洋太平洋スーパーバンタム級王者仲里繁。

## 来歴
中部商業高校卒業後、プロデビュー。
2015年4月5日、プロデビュー戦を1回KO勝ち。
2015年12月20日、西日本フェザー級新人王として、東軍代表萱沼徹平を相手に5回0-1（46-49、47-47×2）ドロー判定で優勢点により全日本新人王獲得ならず。
2017年10月16日、後楽園ホールにて行われた「DANGAN-A級トーナメント」で三代大訓と対戦し、6回0-3（54-58×2、55-57）で判定負けを喫しプロ初黒星。
2021年8月12日、後楽園ホールにて行われた「ダイヤモンドグローブ」のメインで日本ライト級王者吉野修一郎と日本ライト級タイトルマッチを行い、6回2分20秒TKO負けを喫し日本王座獲得に失敗。
2022年2月28日、後楽園ホールで行われた「第85回フェニックスバトル」にて日本ライト級8位の保田克也と対戦し、8回2-0（76-74×2、75-75）判定勝ちを収めた。
2022年10月11日、後楽園ホールにて行われた「ダイヤモンドグローブ」のセミファイナルで日本ライト級2位の鯉渕健と2022年度日本ライト級最強挑戦者決定戦を行い、8回2-0（77-75、78-74、76-76）判定勝ちを収め王者の宇津木秀への挑戦権を獲得した。
2023年4月26日、後楽園ホールにて行われた「フェニックスバトル99＆DANGAN257」のメインで指名挑戦者として日本ライト級王者の宇津木秀と日本同級タイトルマッチを行い、3回1分40秒KO勝ちを収め、宇津木のプロデビューからの無敗記録を12でストップさせ日本王座獲得、沖縄県内ジム所属選手としては父・繁以来21年ぶりの王者となった。
2023年12月24日、地元沖縄の沖縄空手会館で行われた「OKINAWA BOMBER FIGHT vol.2」のメインで日本ライト級3位の村上雄大と日本同級タイトルマッチを行い、10回3-0（98-92、97-93×2）判定勝ちを収め初防衛に成功した。
2024年4月9日、後楽園ホールにて行われた「ダイヤモンドグローブ」のセミファイナルで日本ライト級1位で6年5ヶ月ぶりの再戦となる三代大訓と日本同級タイトルマッチを行うも、10回0-3（94-96×2、93-97）判定負けを喫し王座陥落となり、雪辱は果たせなかった。
2025年5月3日、後楽園ホールにて行われた「ダイナミックグローブ」のセミファイナルで日本ライト級1位で1年4ヶ月ぶりの再戦となる村上雄大と前王者の三代大訓の王座返上に伴う日本同級王座決定戦を行うも、10回0-0（95-95）の引き分け判定に終わり王座返り咲きとはならなかった。

## 戦績
- アマチュア - 49戦 38勝 11敗
- プロ - 22戦 15勝（8KO）3敗 4分

| 戦           | 日付           | 勝敗 | 時間    | 内容    | 対戦相手                                   | 国籍       | 備考                                 |
| ------------ | -------------- | ---- | ------- | ------- | ------------------------------------------ | ---------- | ------------------------------------ |
| 1            | 2015年4月5日   | ☆    | 1R 2:17 | KO      | 濵貴成（宮崎ワールド）                     | 日本       |                                      |
| 2            | 2015年6月7日   | ☆    | 3R 2:29 | KO      | フィーバー 真木（関門JAPAN）               | 日本       |                                      |
| 3            | 2015年7月20日  | ☆    | 4R      | 判定3-0 | 黒川浩道（ヤマカワS）                      | 日本       | 2015年度西部日本フェザー級新人王決勝 |
| 4            | 2015年9月20日  | ☆    | 1R 2:59 | KO      | メンドサ・ケビン（駿河男児）               | ペルー     |                                      |
| 5            | 2015年11月15日 | ☆    | 5R 1:50 | KO      | 永野祐人（グリーンツダ）                   | 日本       |                                      |
| 6            | 2015年12月20日 | △    | 5R      | 判定0-1 | 萱沼徹平（帝拳）                           | 日本       | 2015年度全日本フェザー級新人王決定戦 |
| 7            | 2017年6月3日   | ☆    | 2R 2:53 | TKO     | サン・サックナロン                         | タイ       |                                      |
| 8            | 2017年10月16日 | ★    | 6R      | 判定0-3 | 三代大訓（ワタナベ）                       | 日本       |                                      |
| 9            | 2018年3月11日  | ☆    | 3R 1:42 | KO      | チャンチャイ・スックサーソンクロチェンマイ | タイ       |                                      |
| 10           | 2018年6月20日  | △    | 1R 2:30 | 負傷    | ベルゲル・プトン                           | フィリピン |                                      |
| 11           | 2019年3月21日  | ☆    | 8R      | 判定3-0 | ローレンス・ロサス                         | フィリピン |                                      |
| 12           | 2019年8月24日  | ☆    | 6R      | 判定3-0 | 福井貫太（寝屋川石田）                     | 日本       |                                      |
| 13           | 2020年2月9日   | ☆    | 4R 2:43 | TKO     | 粟田祐之（KG大和）                         | 日本       |                                      |
| 14           | 2020年11月21日 | △    | 8R      | 判定0-0 | 木村吉光（Ambition）                       | 日本       |                                      |
| 15           | 2021年8月12日  | ★    | 6R 2:20 | TKO     | 吉野修一郎（三迫）                         | 日本       | 日本ライト級タイトルマッチ           |
| 16           | 2022年2月28日  | ☆    | 8R      | 判定2-0 | 保田克也（大橋）                           | 日本       |                                      |
| 17           | 2022年10月11日 | ☆    | 8R      | 判定2-0 | 鯉渕健（横浜光）                           | 日本       | 2022年度日本ライト級最強挑戦者決定戦 |
| 18           | 2023年4月26日  | ☆    | 3R 1:40 | KO      | 宇津木秀（ワタナベ）                       | 日本       | 日本ライト級タイトルマッチ           |
| 19           | 2023年12月24日 | ☆    | 10R     | 判定3-0 | 村上雄大（角海老宝石）                     | 日本       | 日本王座防衛1                        |
| 20           | 2024年4月9日   | ★    | 10R     | 判定0-3 | 三代大訓（横浜光）                         | 日本       | 日本王座陥落                         |
| 21           | 2024年11月21日 | ☆    | 8R      | 判定3-0 | アオキ・クリスチャーノ（角海老宝石）       | ブラジル   |                                      |
| 22           | 2025年5月3日   | △    | 10R     | 判定0-0 | 村上雄大（角海老宝石）                     | 日本       | 日本ライト級王座決定戦               |
| テンプレート |                |      |         |         |                                            |            |                                      |

## 獲得タイトル
- 2015年度西部日本フェザー級新人王
- 第64代日本ライト級王座（防衛1）